# Kalinovik
Kalinovik (v srbské cyrilici Калиновик) je město v jihovýchodní části Bosny a Hercegoviny, v Republice srbské, 80 km od Sarajeva. V roce 2013 zde žilo 1 040 obyvatel, v celé připadající opčině pak 2 029 obyvatel.

## Poloha
Kalinovik se rozkládá v krasové krajině, v oblasti kde středoevropské mírné klima postupně přechází v středomořské teplé. Nadmořská výška Kalinoviku přesahuje 1200 m.
Kalinovik je sídlem stejnojmenné opštiny, hraničích s opštinami Foča, Foča - Ustikolina, Konjic, Nevesinje, Gacko a Trnovo. Severně od města se nachází horský masiv Treskavica (2088 m) a jižně pak Visočica (1974 m).

## Obyvatelstvo

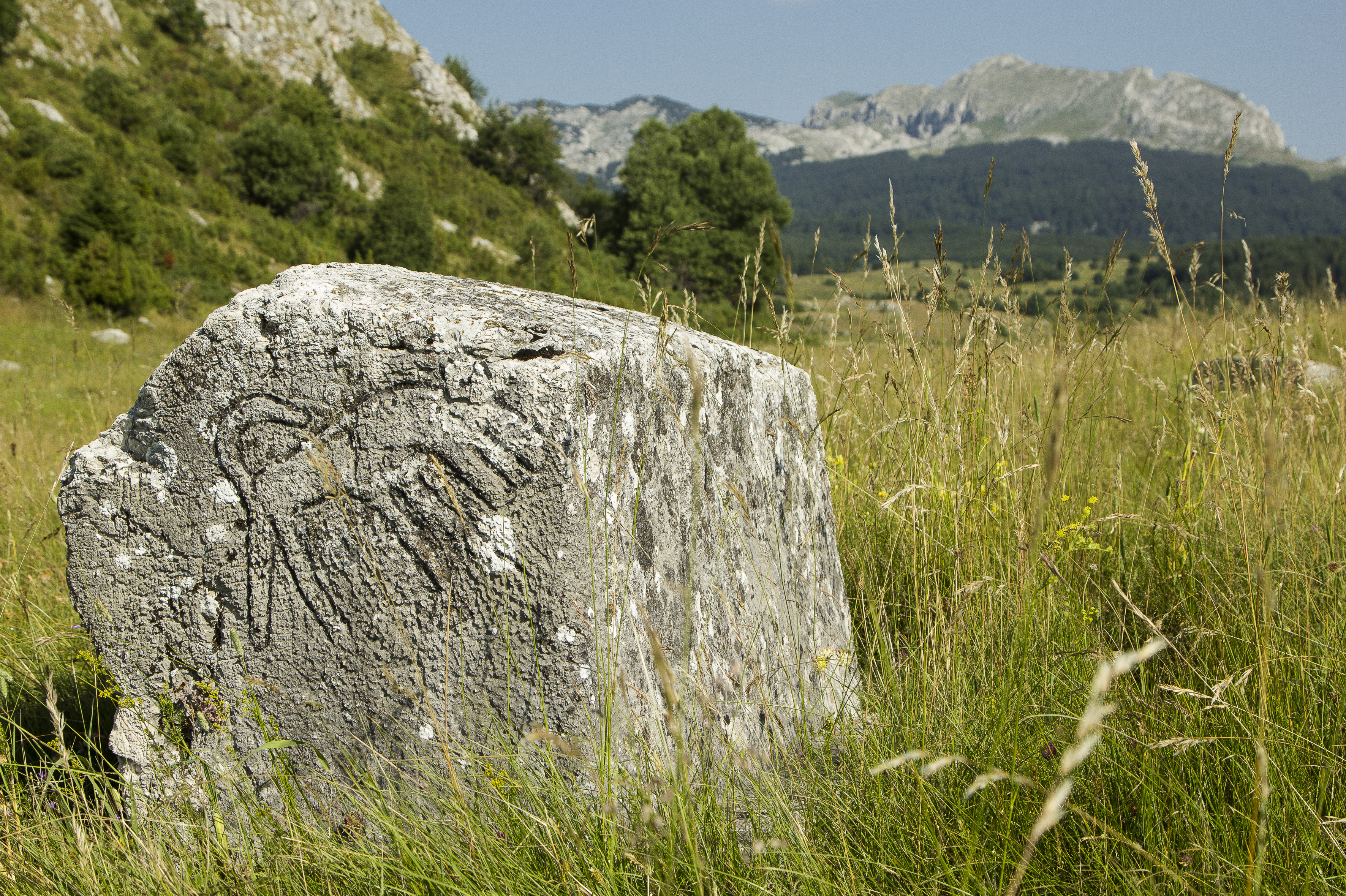
Stećak

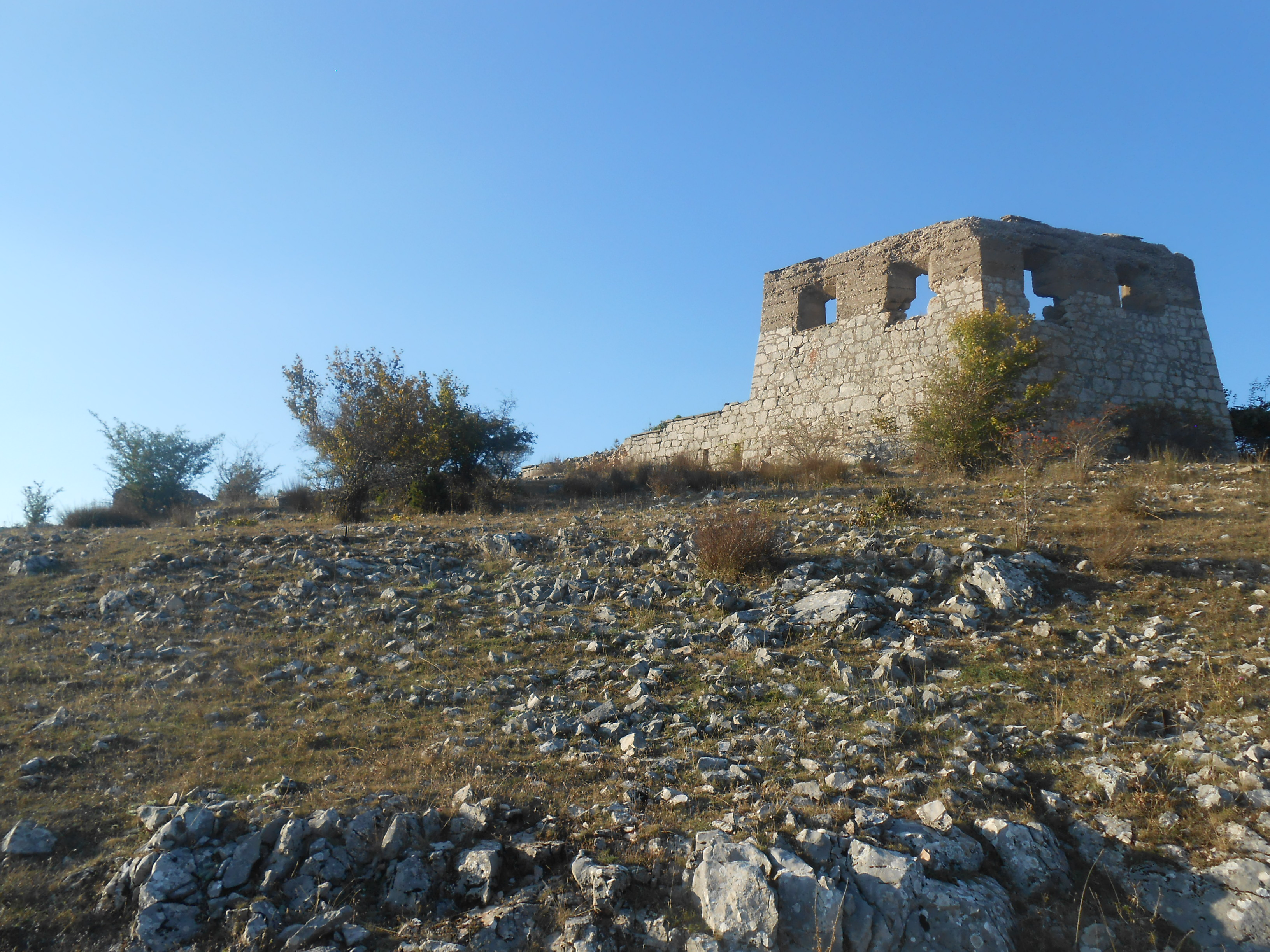
Středověká pevnost Gradina

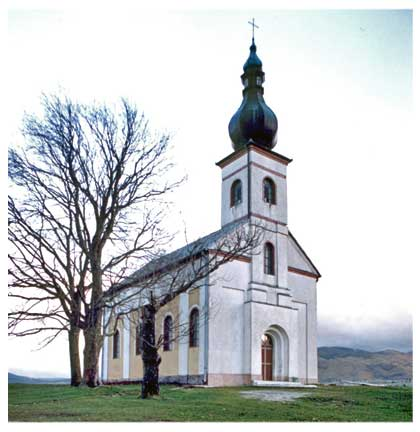
Srbský pravoslavný kostel svatého Petra a Pavla založený v 19. století

### Populace
| Obyvatelstvo sídel – obec Kalinovik | Obyvatelstvo sídel – obec Kalinovik | Obyvatelstvo sídel – obec Kalinovik | Obyvatelstvo sídel – obec Kalinovik | Obyvatelstvo sídel – obec Kalinovik | Obyvatelstvo sídel – obec Kalinovik | Obyvatelstvo sídel – obec Kalinovik | Obyvatelstvo sídel – obec Kalinovik |
| ----------------------------------- | ----------------------------------- | ----------------------------------- | ----------------------------------- | ----------------------------------- | ----------------------------------- | ----------------------------------- | ----------------------------------- |
|                                     | Sídlo                               | 1953.                               | 1961.                               | 1971.                               | 1981.                               | 1991.                               | 2013.                               |
|                                     | Celkem                              | 13 774                              | 7 319                               | 9 458                               | 6 597                               | 4 249                               | 2,029                               |
| 1                                   | Kalinovik                           |                                     |                                     | 795                                 | 1 196                               | 1 385                               | 1 093                               |

### Etnické složení
|            | 2013.          | 1991.          | 1981.          | 1971.        |
| Celkem     | 1 093 (100,0%) | 1 385 (100,0%) | 1 196 (100,0%) | 795 (100,0%) |
| Srbové     |                | 1 061 (76,61%) | 902 (75,42%)   | 670 (84,28%) |
| Bosňáci    |                | 244 (17,62%)   | 200 (16,72%)   | 89 (11,19%)  |
| Ostatní    |                | 46 (3,321%)    | 7 (0,585%)     | 8 (1,006%)   |
| Jugoslávci |                | 30 (2,166%)    | 50 (4,181%)    | 12 (1,509%)  |
| Chorvati   |                | 4 (0,289%)     | 9 (0,753%)     | 6 (0,755%)   |
| Černohorci |                |                | 28 (2,341%)    | 10 (1,258%)  |

|            | 2013.          | 1991.          | 1981.          | 1971.          |
| Celkem     | 2 029 (100,0%) | 4 667 (100,0%) | 6 597 (100,0%) | 9 458 (100,0%) |
| Srbové     | 1 947 (95,96%) | 2 826 (60,55%) | 3 691 (55,95%) | 5 536 (58,53%) |
| Bosňáci    | 57 (2,809%)    | 1,716 (36,77%) | 2,681 (40,64%) | 3,796 (40,14%) |
| Ostatní    | 17 (0,838%)    | 62 (1,328%)    | 13 (0,197%)    | 21 (0,222%)    |
| Chorvati   | 8 (0,394%)     | 17 (0,364%)    | 29 (0,440%)    | 44 (0,465%)    |
| Jugoslávci |                | 46 (0,986%)    | 148 (2,243%)   | 20 (0,211%)    |
| Černohorci |                |                | 35 (0,531%)    | 41 (0,433%)    |